# Am Treptower Park

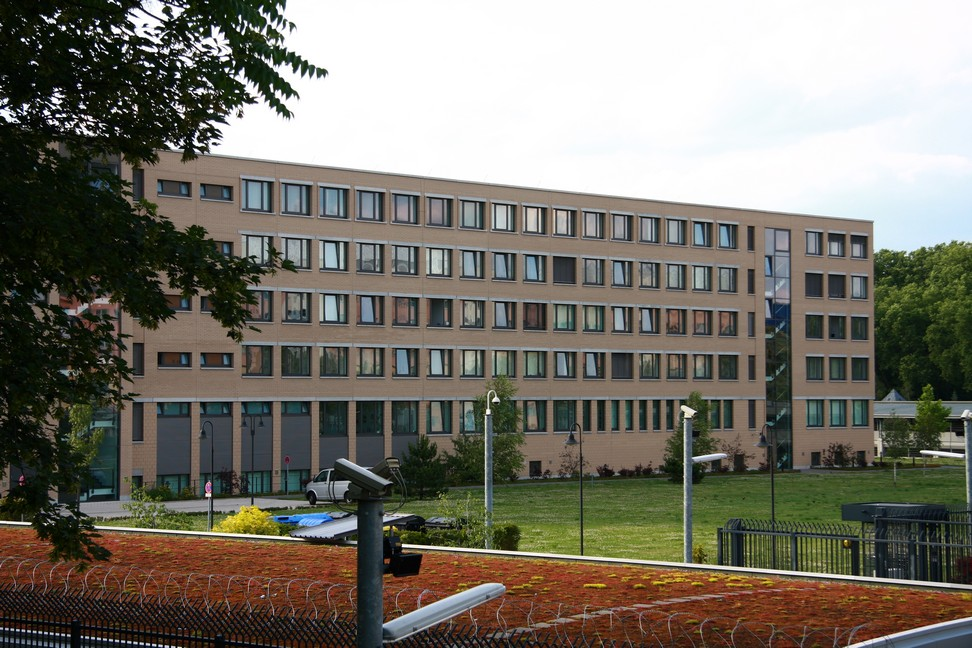
Bundesamt für Verfassungsschutz

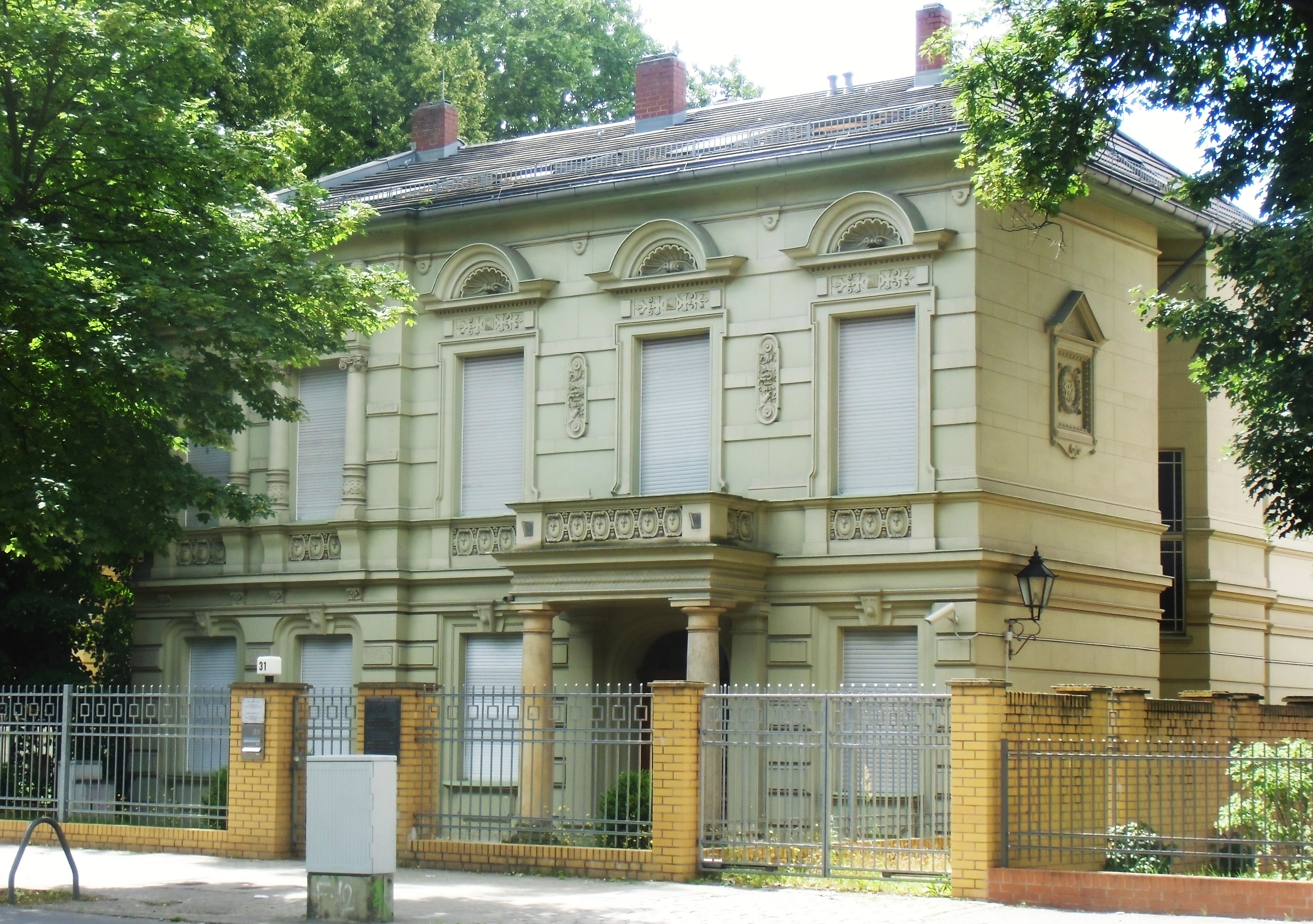
Botschaft der Republik Belarus

Am Treptower Park ist eine der Hauptverkehrsachsen in den Berliner Ortsteilen Alt-Treptow und Plänterwald. Sie ist Teil der Bundesstraße 96a und verläuft entlang dem namensgebenden, im 19. Jahrhundert entstandenen Treptower Park. Bis 1909 hieß sie Köpenicker Landstraße, im Volksmund wurde sie Anfang des 20. Jahrhunderts aufgrund ihrer prächtigen Villen auch als „Tiergartenstraße des Südostens“ bezeichnet.

## Verlauf
Die Straße beginnt im Norden als Verlängerung der Puschkinallee in Höhe der Bouchestraße und verläuft in südöstlicher Richtung am Treptower Park entlang. Südlich des Parks in Höhe der Bulgarischen Straße verläuft sie als Köpenicker Landstraße weiter. Die nordöstliche Straßenseite von der Puschkinallee bis zur westlichen Bahnbrücke der Berliner Ringbahn gehört dabei zu Alt-Treptow. Die Hausnummern sind nach dem Prinzip der Hufeisennummerierung angeordnet. Somit gehören die Grundstücke 1–8 sowie 14 ebenfalls zu Alt-Treptow.

## Geschichte
Die Straße ist Teil einer alten Handelsverbindung, die bereits seit vielen Jahrhunderten existiert und über Köpenick hinaus nach Fürstenwalde/Spree, Frankfurt (Oder) und Schlesien führt. Ihre Entwicklung ist jedoch stark mit der Berliner Gewerbeausstellung verbunden, die 1896 in Treptow stattfand. Zur Vorbereitung dieses Großereignisses entwickelte sich der gesamte Ortsteil, dabei wurde auch diese Straße 1895 mit einem Pflaster versehen. Mit der Anlage des Parks entstanden entlang der Straße ab 1904 prächtige Häuser und Villen. Sie wiesen einen für die damalige Zeit ausgesprochen hohen Komfort auf und verfügten über einen Parkettfußboden, Loggien sowie Badezimmer mit Warmwasser. Teilweise existierten ein herrschaftlicher Aufgang sowie ein zweiter Eingang für das Dienstpersonal. Ebenso gab es in vielen der Häuser einen Fahrstuhl sowie einen Müllschlucker. Die Wohnungen verfügten häufig über sechs bis acht Zimmer und zogen eine entsprechend wohlhabende Klientel an.
Neben den Wohnbauten wurde entlang der Straße aber auch produziert. Als ein Beispiel sei die Firma Moosdorf & Hochhäusler genannt, die ab 1896 Einrichtungen für Bäder produzierte und rund 1200 Menschen Arbeit bot. Moosdorf erwarb dazu die Grundstücke 21–24 und errichtete 1910 auf der Nummer 24 ein Gebäude. Die angrenzende Moosdorfstraße erinnert heute noch an ihn. In das Eckgebäude mit der Nummer 21 zog 1908 eine Kolonialwarenhandlung ein, die bis weit nach der Wende existierte. In dem Haus lebte von 1908 bis 1921 Else Thalemann (1901–1984), Tochter des Firmengründers Moosdorf, die sich um die Pflanzenfotografie verdient gemacht hat.
1957 entstand der erste HO-Selbstbedienungsläden Treptows im Haus Nummer 24. Auf dem benachbarten Grundstück mit der Hausnummer 25/26 befand sich 1873 ein kleines Wohnhaus. Dort, wo heute die Hans-Thoma-Straße verläuft, entstand 1895 das Park-Restaurant von Wilhelm Jacob, das 1907 durch den Victoria-Garten abgelöst wurde. Zur Zeit des Zweiten Weltkrieges wurde die Fläche für Notwohnungen genutzt und anschließend geräumt. Dieses Los blieb den Grundstücken der Nummern 28–30 erspart. Ab 1894 produzierte dort Emil Naglo Dynamos, Elektromotoren und Telefonanlagen. Nach einem Betriebsübergang 1897 richtete der Industrielle G. Feibisch 1904 auf dem Gelände eine Fabrik zur Teppichproduktion ein, die über 1000 Arbeitern bis zum Ende der 1930er Jahre Beschäftigung bot. Nach dem Zweiten Weltkrieg nutzte eine Apparate- und Behälterbaufirma das Gelände, während 1950 in dem hinteren Gebäude die Druckerei des Vorwärts-Verlages die Zeitung des Freien Deutschen Gewerkschaftsbundes Tribüne und das Deutsche Sportecho druckte. Die Tribüne Druck GmbH bestand an diesem Ort bis Ende 2003.
Das Haus mit der Nummer 31 entstand 1888 als eines der ersten Gebäude als Villa Luise. Der Grundstückseigentümer Koppe benannte es nach seiner Ehefrau. Ein Gebäude weiter befindet sich eine gelbe Backsteinvilla mit der Hausnummer 32. Sie gehörte Ende des 19. Jahrhunderts dem Königlichen Gartenbaudirektor Martin Hoffmann. Um 1918 zog ein Postamt dort ein. Im 21. Jahrhundert ist es Sitz der Botschaft von Belarus. Das Gebäude mit der Nummer 45 entstand unter der Leitung von Wilhelm Haupt und diente in der Zeit der DDR als Jugendwohnheim, nach 1990 als Wohnstätte für Migranten.
Die Kaserne des Telegraphenbataillons Nr. 1 entstand zwischen 1901 und 1904 von Wellmann und Luedecke und wurde in den Jahren 1906, 1912 und um 1935 erweitert. Es belegt im 21. Jahrhundert die Hausnummern 1–8.